# Remise Scheveningen
De Remise Scheveningen is een tramremise van de HTM in Scheveningen in de Haagse wijk Belgisch Park. De remise is gelegen vlak bij het Gevers Deynootplein en met dienstsporen met dat plein verbonden. De opening was in 1905. In deze remise staan GTL-trams. In 1910 en 1927 volgde uitbreiding. In 1974 werd ook de achterkant voor trams toegankelijk gemaakt. Via de Harstenhoekweg kunnen 4 sporen aan de achterzijde bereikt worden, maar het is geen keerlus. In 1991 werden er woningen boven de remise gebouwd. De aparte pekelremise is sinds 2016 in gebruik bij de Haagse afdeling van de Tramweg-Stichting. In de loop van 2022 wordt de pekelremise door hen verlaten omdat deze afdeling fuseert met het HOVM. Vanaf januari 2024 tot volgens planning september 2025 wordt de remise grondig verbouwd en geschikt gemaakt voor de brede tweerichting trams, inclusief de nieuwe TINA trams. Gedurende deze periode worden de trams in de andere remises gestald.
Tussen 1925 en 1942 kruisten de sporen van de NZH ("De blauwe tram") tweemaal de remise-sporen: vanaf de Badhuisweg was er een enkelsporige keerlus via de Amsterdamse straat. De eerste ontmoeting met het dubbelspoor van de HTM was bij de ingang van de remise, en daarna op de Gevers Deynootweg. Op deze tweede locatie reed de blauwe tram links. In 1942 moest deze keerlus op bevel van de bezetter opgebroken worden. In 1948 kwam er weer een keerlus, maar die was veel kleiner en kruiste de HTM-sporen niet.

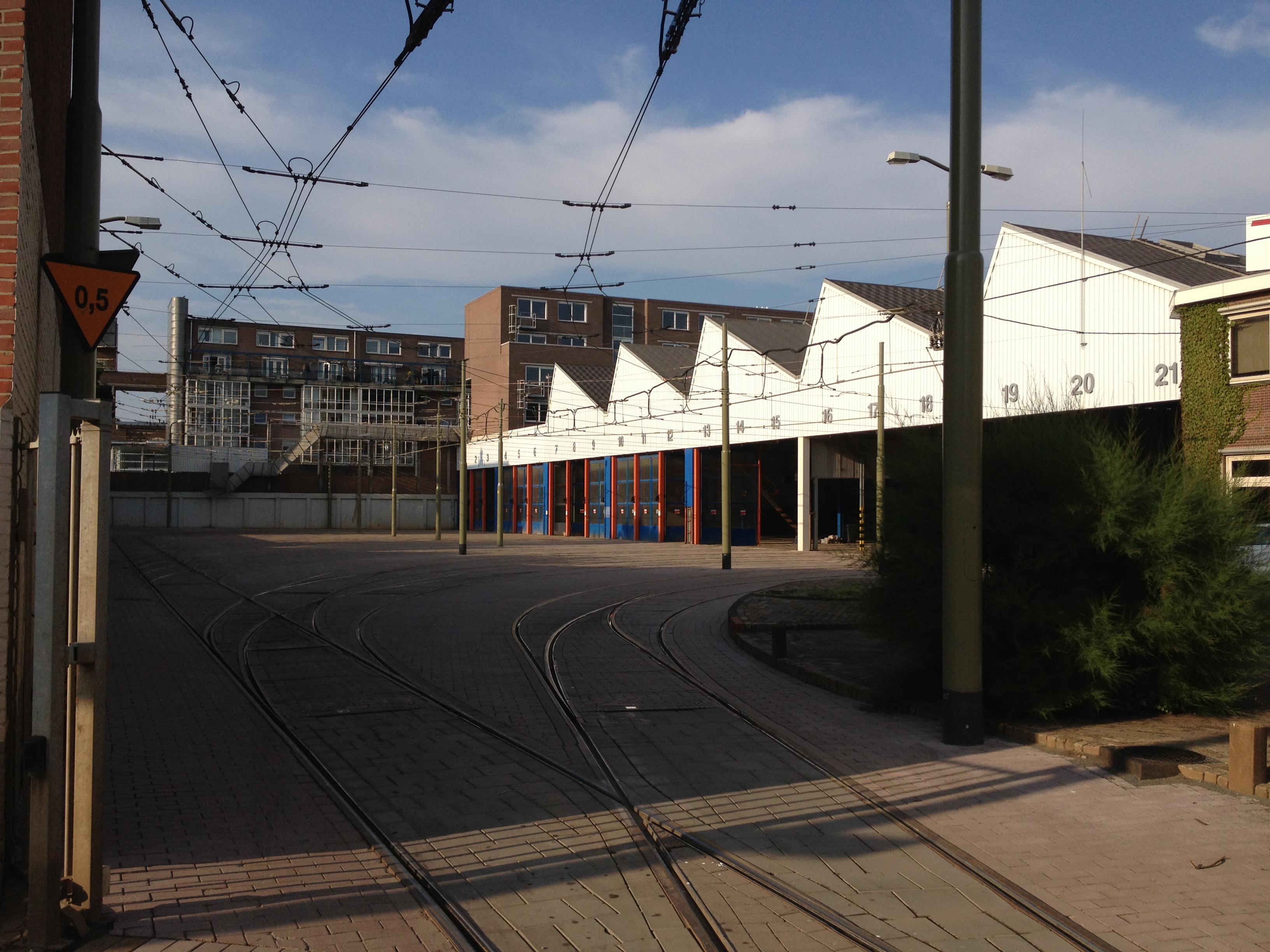
Sporen naar de voorzijde van de remise.
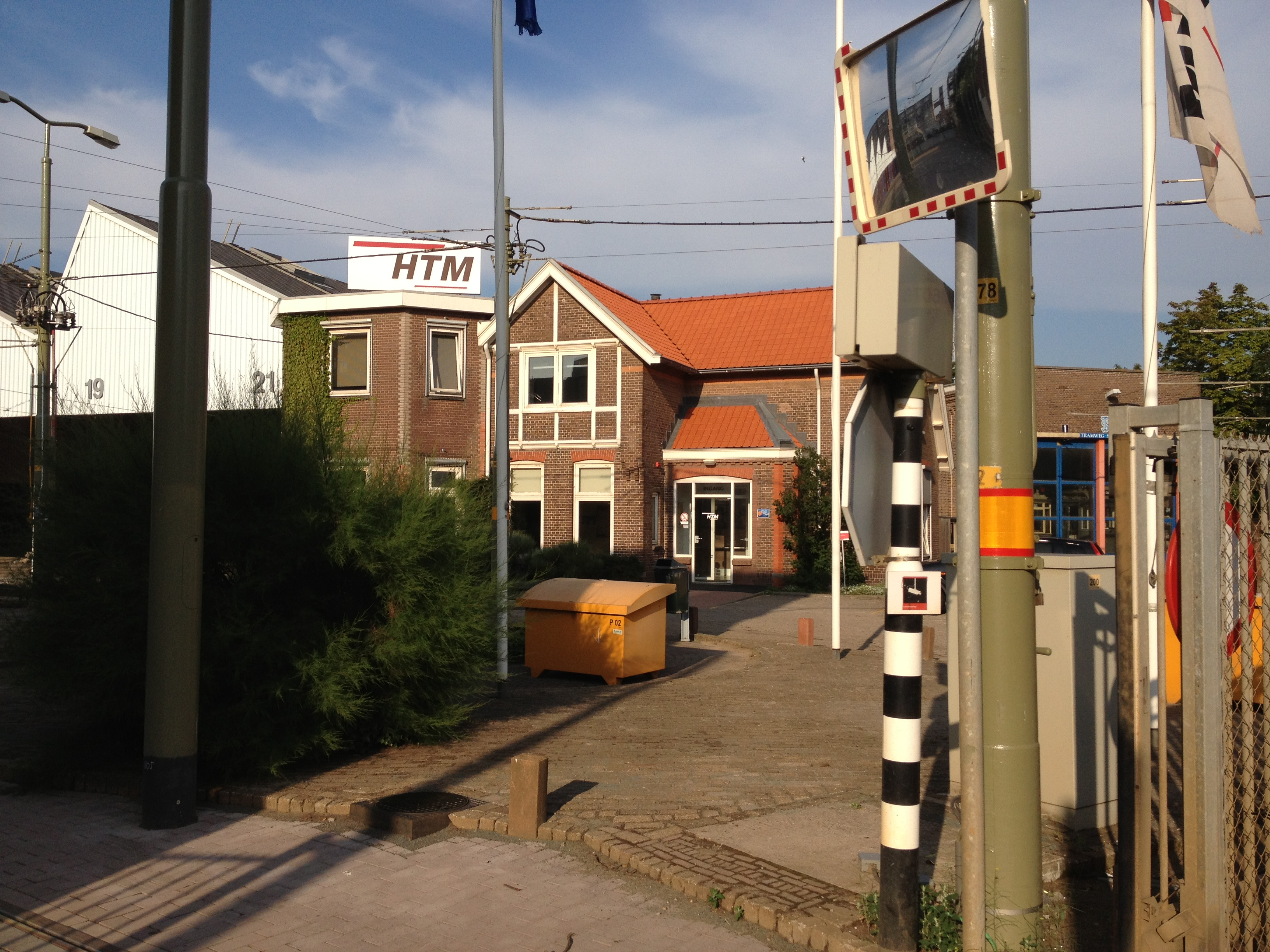
Personeelsingang/CVL van de remise.
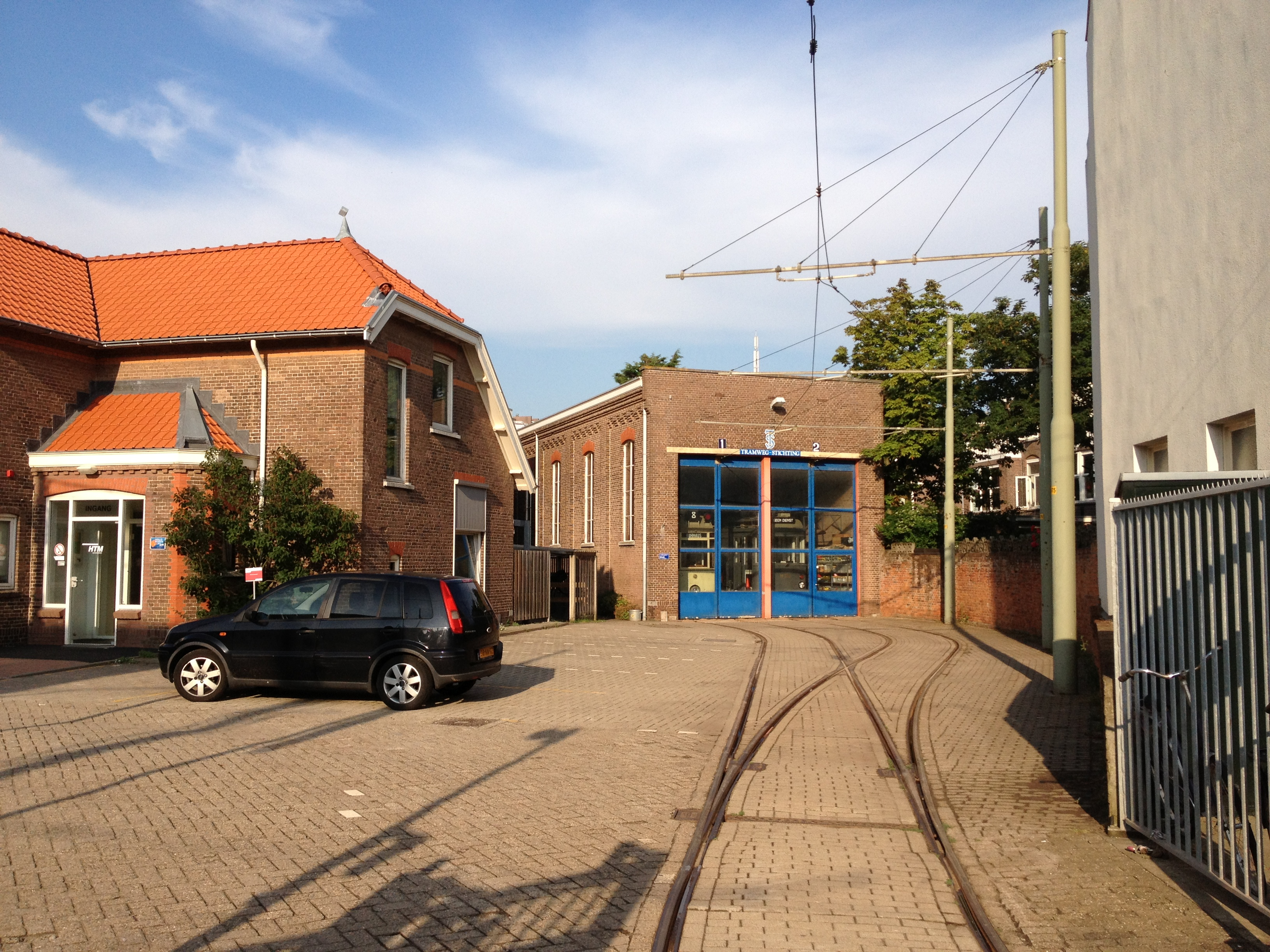
Ingang Tramweg-Stichting van de remise.